# Burmannia grandiflora
Burmannia grandiflora är en enhjärtbladig växtart som beskrevs av Gustaf Oskar Andersson Malme. Burmannia grandiflora ingår i släktet Burmannia och familjen Burmanniaceae. Inga underarter finns listade i Catalogue of Life.